# Orquestra de Cambra de Mallorca
L'Orquestra de Cambra de Mallorca és una orquestra de cambra creada el gener del 2017 a Mallorca. La seva seu es troba a l'Escola Municipal de Música d'Inca Antoni Torrandell, al municipi d'Inca (Mallorca).
L'Orquestra de Cambra de Mallorca neix com l'evolució d'un projecte que és fruit de la consolidació d'anys d'un grup de músics que, sota diversos noms ha portat a terme una forta activitat musical arreu de l'illa apropant el món de la música a diversos indrets i localitats. El músic i compositor Bernat Quetglas és l'ànima d'aquesta jove orquestra de cambra nascuda el gener de 2017. Està formada per una plantilla d'entre 25 i 45 músics, en la qual conviuen reconeguts professionals de Mallorca i estudiants d'estudis superiors de música o que els han acabat recentment. Entre les diverses actuacions de l'Orquestra es troben recitals a les Balears, al Principat i també a l'estranger.